# Здание почтово-телеграфной конторы (Павлодар)
Почтово-телеграфная контора (каз. Пошта-телеграф кеңсесі) — памятник архитектуры начала XX века в Павлодаре. Входит в список памятников истории и культуры местного значения Павлодарской области.

## История
Здание было построено в 1910—1913 годах домовладельцем Исидором Васильевичем Куприяновым (расстрелян большевиками в 1920 году). В 1913—1960 годах в здании располагалась центральная почта Павлодара, с 1964 года — почтовое отделение № 21, с 1992 года — коммерческий банк. В 1998 году здание было передано Департаменту культуры Павлодарской области.
В 1960—1970-х годах для обеспечения связистов квартирами к южному фасаду здания был пристроен двухэтажный, к восточному — трёхэтажный дом. В начале 1990-х годов по проекту института «Казпроектреставрация» были выполнены работы по реставрации и восстановлению фасадов, кровли и интерьеров.

## Архитектура
Здание двухэтажное, прямоугольное в плане. Построено из красного жжёного кирпича в лицевой кладке фасадов. Архитектурный декор сделан из точёного кирпича.
Центр трёхчастного протяжённого главного фасада, разделённого пилястрами, отмечен балконом с кованым ажурным ограждением и аттиком над кровлей. Ритм оконных проёмов с лучковыми перемычками в наличниках с замковым камнем оформляет фасадную плоскость. Вертикальное членение фасадов подчёркивают пилястры, горизонтальное — межэтажный карниз и венчающий зубчатый подкарнизный пояс. Главный вход на северном фланге фасада оформлен металлическим козырьком на ажурных кованых кронштейнах.
Над кровлей между аттиком и кирпичными столбиками закреплён кованый парапет. Вертикальные элементы кровли дополняют деревянные шпили по краям гребня кровли, установленные над фронтоном чердачных скатов, выходящих на торцевые фасады.